# TVasia Plus
TVasiaPlus는 TRA media에서 운영하고 있으며 태국, 중국, 대만 등 여러 국가의 클로벌 콘텐츠를 소개하는 채널이다.
"All That Asia, 아시아 문화의 모든 것"이라는 슬로건을 담고 있는 TVasia Plus는 고품질의 사극을 국내 최초로 선보인다.
2016년 5월 1일, 전국 지역 방송국의 케이블 TV채널로 개국, 외국 콘텐츠와 국내 콘텐츠를 수급하여 송출하고 있다.

## 주요 프로그램
국내 사극 드라마를 주축으로 태국 인기 사극, 중국 정통 무협 사극 등을 편성하고 있으며, 그 외에는 국내·시사 교양프로그램을 방영하고 있다.
- 두 도시 이야기
- 수당영웅 시즌1~4
- 태평공주
- 측천무후
- 장희빈
- 궁중잔혹사-꽃들의 전쟁
- 화목란전기

## 시청방법
Genie TV 117번 / LGhello 132번 / B tv cable 64번 / CMB 27번(8VSB 26-1번) / D'live 66번 / HCN 103번

## 같이 보기
- EXF Plus
- SmileTV Plus
- WeeTV